# 새만금항
새만금항(새萬金港)은 새만금 2호 방조제의 해안에 건설 중인 항구이다. 2012년 6월 14일 기공식을 가졌고, 2016년 10월 방파제 공사가 완료되었다.
이 항구는 인공섬 방식으로 개발하고 여의도 면적의 1.7배에 달하는 4.88 km2의 배후부지를 확보할 예정이다. 2015년 10월 26일에 새만금 2호 방조제가 김제시의 관할로 결정되었는데, 추가 검토 중인 3단계 확장 시행시 신항만 부지가 군산시 관할인 두리도와 연결되기 때문에 행정 구역을 두고 분쟁의 여지가 있다.

## 같이 보기
- 새만금 간척 사업
- 새만금 간척 사업#행정구역
- 두리도
- 가력도